# The Functions of the Executive
The Functions of the Executive (Les Fonctions de l'exécutif) est un livre de Chester Barnard (1886–1961) présentant une théorie de la coopération, de l'organisation ainsi qu'une  étude des fonctions et des méthodes d'opérer des dirigeants d'une organisation formelle.:xi-xii. Le livre a été publié en 1938. En 1968, à l'occasion de son trentième anniversaire, il a été republié,.
Le livre au lieu de se focaliser comme les approches antérieures sur des principes prescriptifs se focalise sur la façon dont les organisations fonctionnent réellement.:277. C'est un des premiers livres à étudier le leadership d'un point de vue moral et sociologique.:67 Un article de la Public Administration Review note qu'il est considéré comme un des livres les plus influents du domaine de l'Administration publique publié entre 1940 and 1990. Il est aussi considéré par l'Académie américaine  de management comme le deuxième livre le plus influent du management après le livre The Principles of Scientific Management de Frederick Winslow Taylor.

## Toile de fond
Barnard a étudié l'économie à l'université Harvard de 1906 à 1909 sans obtenir de diplôme.:7–8. Il travaille ensuite chez AT&T Corporation, où il connait une forte progression de carrière. En 1937, il devient alors président de la New Jersey Bell en 1927, un poste qu'il occupe jusqu'en 1948.:56. Dans cette entreprise, il trouve le moyen de dégager du temps pour la réflexion et l'étude.:171
En 1936, Barnard donne une conférence à Princeton intitulée « Mind in Everyday Affairs » (l'esprit dans les affaires  de tous les jours):19,92. Dans celle-ci, Barnard explicite la différence entre les processus mentaux logiques et non-logiques (c'est-à-dire l'intuition):302 et encourage l'utilisation des processus non-logique:321
Barnard a de nombreux contacts avec des membres de l'université d'Harvard, en relation parfois avec les questions de levée de fonds.:165 Il est en particulier ami de Lawrence Joseph Henderson qui est lui-même proche d'Abbott Lawrence Lowell, ancien président d'Harvard et fondateur du Lowell Institute.:16–18 Henderson suggère à Lowell d'inviter Barnard  à faire une conférence à l'institut, ce dernier fait après avoir lu : "Mind in Everyday Affairs".:18–21 Barnard donne alors huit conférence au Lowell Institute en 1937 sur le sujet des functions of the executive, (fonctions de l'exécutif). À l'invitation de Dumas Malone alors directeur des Harvard University Press, il révise ses conférences de façon à en faire le livre  présenté ici.:vii:14–15
La philosophie et la pensée de Barnard dans ce livre se caractérisent par l'humanisme, l'empirisme, la philosophie spéculative (i.e l'interprétation de l'expérience dans une cadre cohérent) et l'analyse de la dichotomie entre l'individualisme et le  collectivisme.:46–59 Comme indiqué dans le livre, Barnard a été influencé par Arthur F. Bentley, Vilfredo Pareto, Lawrence Joseph Henderson, Talcott Parsons, W. H. R. Rivers, Frederic Bartlett, Elton Mayo, Fritz Roethlisberger, Mary Parker Follett, James Harbord, Alfred North Whitehead, et John R. Commons.:47,51,68,90,121,122,164,195,202 Son approche diffère fortement des conceptions mécanistes de Frederick Winslow Taylor et d' Henri Fayol.:77

## Sommaire

### Introduction  à l'édition du trentième anniversaire
En introduction de l'édition de 1968, Kenneth R. Andrews présente le livre ainsi que la place qu'il tient dans l'étude du management et conclut qu'il s'agit « du livre le plus provoquant en matière de penser l'organisation et le management jamais écrit par un cadre dirigeant actif(the most thought-provoking book on organization and management ever written by a practicing executive.) »:xxi. Il oppose les Functions of the Executive à l'approche classique des organisations présentée dans des livres tels que Principles of Management de Harold Koontz et Cyril J. O'Donnell.:xiv,xxii

### Préface
Barnard donne une vue générale des thèses dans la préface::xi-xii
Formellement ce travail est divisé en quatre parts, mais, en un sens, il se compose de deux courts traités. Le premier qui constitue la première moitié du livre consiste en une théorie de la coopération et de l'organisation. Le second est une étude des fonctions et des méthodes d'opérer des cadres exécutifs dans des organisations formalisées (Formally this work is divided into four parts, but in a sense it consists of two short treatises. One is an exposition of a theory of cooperation and organization and constitutes the first half of the book. The second is a study of the functions and of the methods of operation of executives in formal organizations).

### Partie I Considérations préliminaires sur les systèmes coopératifs ("Preliminary Considerations Concerning Cooperative Systems.")
Chapitre I, "Introduction" (pages 3–7), Barnard remarque qu'« une organisation formelle se caractérise par un type de coopération entre les hommes conscient, délibéré et fait pour atteindre un but ("formal organization is that kind of cooperation among men that is conscious, deliberate, purposeful,") ». Il ajoute :  « une coopération fructueuse dans et par une organisation formelle  est  une chose anormale, pas normale ("successful cooperation in or by formal organizations is the abnormal, not the normal, condition) ».":4–5:457:3.Il note aussi qu'un individu peut appartenir à plusieurs organisations formelles dont certaines peuvent avoir une durée de vie brève.
Chapitre II, L'individu et l'organisation ("The Individual and Organization )(pages 8–15). Dans ce chapitre, Barnard remarque que l'étude des individus peut être abordée en partant de caractéristiques différentes (i.e, physiques, sociales, psychologiques). Son livre quant-à-lui traite des relations fonctionnelles parmi les membres d'une organisation. Barnard insiste sur la distinction entre les actions effectives et les actions efficientes:
 Quand une fin désirée est atteinte, nous pouvons dire que l'action est effective. Quand les conséquences non prévues de l'action sont plus importantes et pas satisfaisantes que celle résultant de l'atteinte du but désirée, nous pouvons dire qu'elle est inefficiente. Quand les conséquences non prévues sont sans importances ou triviales, l'action est efficiente (When a specific desired end is attained we shall say that the action is "effective." When the unsought consequences of the action are more important than the attainment of the desired end and are dissatisfactory, effective action, we shall say, is "inefficient." When the unsought consequences are unimportant or trivial, the action is "efficient."):19:13
Les autres chapitres traitent des relations entre personnes dans un système coopératif :
Chapitre III: Limitations physiques et biologiques dans les systèmes coopératifs (Physical and Biological Limitations in Cooperative Systems) (pages 22–37)
Chapitre IV: Facteurs psychologiques et sociaux dans les systèmes de coopération (Psychological and Social Factors in Systems of Cooperation) (pages 38–45)
Chapter V:  Les principes de l'action coopérative (The Principles of Cooperative Action) (pages 46–61)

### Partie II   Théorie et structure des organisations formelles (The Theory and Structure of Formal Organizations)
Chapitre VI, pages 65–81 Définition d'une organisation formelle (The Definition of Formal Organization.) Dans ce chapitre, Barnard définit par deux fois l'organisation formelle comme  « Un système d'activités ou de forces de deux ou plusieurs personnes consciemment coordonnées." »:73,81:149. Ce chapitre expose  que pour Barnnard, le concept d'organisation est abstrait. Pour lui, une organisation formelle est une partie d'un système coopératif  i.e, un  système complexe de composants physiques, biologique, personnels et sociaux qui sont dans une relation systématique spécifique du fait de la coopération de deux ou plusieurs personnes dont une au moins définit la fin.":65:149
Chapitre VII, Théorie de l'organisation formelle (The Theory of Formal Organization) pages 82–95. Ce chapitre insiste sur les trois éléments de base des organisations : (1) la communication; (2) l'envie de servir; et (3) le but commun.":82:40 Barnard suggère à la fois : (1) qu'une organisation qui ne peut pas accomplir son but ne peut pas survivre et (2) qu'une organisation qui accomplit son but n'a plus de raison d'exister. Il ajoute cependant que les organisations se trouvent constamment de nouveaux buts.:91
Chapitre VIII, La structure d'une organisation formelle complexe (The Structure of Complex Formal Organizations, pages 96–113). Ce chapitre traite de la relation entre supérieurs et subordonnés dans les organisations formelles, la croissance des organisations ainsi que des relations entre petites unités d'organisation de travail et les organisations exécutives (ou dirigeantes) complexes.
Chapitre IX, Les organisations informelles et leur relation avec  des organisations formelles (Informal Organizations and Their Relation to Formal Organizations, pages 114-123)), Barnard  constate que les organisations formelles coexistent avec des organisations informelles (groupes de personnes qui interagissent entre eux hors des organisations formelles).:151. Il note que les organisations informelles apportent de la communication, de la cohésion et du self-respect.:122

### Partie III  Éléments des organisations formelles (“The Elements of Formal Organizations")
Chapitre X (pages 127-138) Bases et modes de spécialisation (The Bases and Kinds of Specializations.)
Chapter XI L'économie des incitations (Te Economy of Incentives) (pages 139-160). Selon Barnard, dans toutes sortes d'organisations, « la fourniture d'incitations adéquates est la tâche sur laquelle on doit le plus insister (in all sorts of organizations the affording of adequate incentives becomes the most definitely emphasized task in their existence »):139:151 Les incitations spécifiques vont des incitations matérielles aux idéaux charitables tandis que les incitations générales incluent le confort personnel venant des relations sociales.:142–149:4. Les développements de Barnard sur les incitations viennent presque entièrement d'observations, pas de lecture:28–29
Chapitrer XII, Théorie de l'autorité  (The Theory of Authority, pages 161-184). Dans ce chapitre, il résume les conditions d'une communication qui fait autorité, son explication de la "zone d'indifférence," ainsi que sa distinction entre autorité de position et autorité de leadership.
- Concernant la communication qui fait autorité, il précise :

Une personne peut considérer et considérera qu'une communication fait autorité seulement si quatre conditions sont simultanément réunies : (a) non seulement l'individu peut comprendre la communication mais il la comprend; (b) au moment où un homme prend sa décision, il croit qu'elle en lien avec le but de l'organisation; (c) au moment où un individu la prend il croit que sa décision est compatible avec son intérêt personnel vu comme un tout; (d) La personne est mentalement et physiquement capable de s'y soumettre. (A person can and will accept a communication as authoritative only when four conditions simultaneously obtain: (a) he can and does understand the communication; (b) at the time of his decision he believes that it is not inconsistent with the purpose of the organization; (c) at the time of his decision, he believes it to be compatible with his personal interest as a whole; and (d) he is able mentally and physically to comply with it.) :165:167–168:4–5
- Barnard traite du concept de « zone d'indifférence », peut-être l'idée la plus connue du livre comme suit[13] ::5

Il existe une zone d'indifférence dans chaque individu à l'intérieur de laquelle, les décisions sont acceptables sans pousser à se questionner consciemment sur leur autorité... La zone d'indifférence sera plus ou moins large selon le degré où l'incitation excède le poids et le sacrifice provoqué par l'adhésion de l'individu à l'organisation. Il s'ensuit que la gamme d'ordres possibles sera très limitée chez ceux qui sont peu incités à contribuer au système.... there exists a "zone of indifference" in each individual within which orders are acceptable without conscious questioning of their authority… The zone of indifference will be wider or narrower depending upon the degree to which the inducements exceed the burdens and sacrifices which determine the individual's adhesion to the organization. It follows that the range of orders that will be accepted will be very limited among those who are barely induced to contribute to the system.:167–169
- L'autorité de position vient quand les gens donnent de l'autorité aux communications des supérieurs sans tenir compte des qualités propres à ceux qui occupent ces positions. En contraste, les personnes disposant de capacités supérieures ont une  autorité de leadership. Il s'ensuit que « quand une personne possède les deux types d'autorité, les subordonnés accepteront les ordres bien au delà de la zone d'indifférence (When a person has both types of authority, the subordinate will ("accept[] orders far outside the zone of indifference.") »[1]:173–174[11]:168

Chapitre XIII, Environnement des décisions (The Environment of Decision, pages 185-199), Barnard montre combien les prises de décision personnelles et les prises de décision organisationnelles différent. Il constate  que « L'art subtil de la décision exécutive consiste à ne pas décider des questions qui ne sont pas actuellement pertinentes, en ne se décidant pas prématurément, en ne prenant pas des décisions qui ne peuvent être  effectives, en ne prenant pas des décisions que d'autres devraient prendre (The fine art of executive decision consists in not deciding questions that are not now pertinent, in not deciding prematurely, in not making decision that cannot be made effective, and in not making decisions that others should make.) »:194:152:165
Chapitre XIV, Théorie de l'opportunisme (The Theory of Opportunism, pages 200-211).

### Partie IV Fonctions d'une organisation dans les systèmes coopératifs (The Functions of Organizations in Cooperative Systems)
Chapitre XV Les fonctions de l'exécutif  (The Executive Functions, pages 215-234)
Chapitrer XVI Les processus de l'exécutif (The Executive Process, pages 235-257).
Chapitre XVII La nature de la responsabilité de l'exécutif (The Nature of Executive Responsibility, pages 258-284). Ce chapitre traite de moralité. Barnard écrit que si « le processus créatif est la coopération pas le leadership, ce dernier est l'indispensable détonateur de la force de la coopération ("cooperation, not leadership, is the creative process; but leadership is the indispensable fulminator of its forces. »:259:166. L'aspect moral est un élément important du leadership: « Les organisations durent ... en proportion  du souflle de moralité par lesquelles elles sont gouvernées (organizations endure… in proportion to the breadth of the morality by which they are governed). »:282:82
Chapitre XVIIIConclusion, pages 285-296. Ce chapitre revient sur 16 observations majeures du livre et traite des relations entre science et art dans le management :
Je crois que le développement de la coopération et de l'individu sont des réalités qui dépendent l'une de l'autre et qu'une bonne proportion ou balance entre les deux est une condition nécessaire au bien-être humain. Je ne crois pas que la science puisse dire quelle est cette proportion, car il s'agit d'une question subjective à la fois concernant la société comme un tout et l'individu C'est une question de philosophie et de religion. (I believe that the expansion of cooperation and the development of the individual are mutually dependent realities, and that a due proportion or balance between them is a necessary condition of human welfare. Because it is subjective with respect both to a society as a whole and to the individual, what this proportion is I believe science cannot say. It is a question for philosophy and religion.):296:169

### Appendice
L'appendice (pages 301-322) est constitué par la conférence donnée par Barnard en 1936 « Mind in Everyday Affairs ».